# Pont Albert (Bruxelles)
Pour les articles homonymes, voir Pont Albert.
Le pont Albert est un pont bow-string à travées multiples entièrement constitué d’éléments en béton armé construit dans les années 1920 pour éliminer un passage à niveau dangereux croisant les nombreuses voies près de la gare de Schaerbeek.
Le pont se situe sur la commune de Bruxelles-ville à la limite de la commune de Schaerbeek. Il prolonge la rampe du Lion jusqu'à l'avenue Zénobe Gramme.

## Histoire
Au début du XXe siècle, la petite gare de Schaerbeek, à la croisée des lignes vers Anvers, Liège, Gand et Bruxelles-Nord gagnait sans cesse en importance. Une très grande gare de formation, dotée d'un dépôt ferroviaire, avaient été construits sur des terrains situés à Evere et Haren.
Pour faire face à la congestion des lignes aboutissant à Bruxelles et préparer la réalisation de la jonction Nord-Midi, le nombre des voies à la sortie de Schaerbeek devait être fortement augmenté, et devenait incompatible avec le passage à niveau de la rue du Lion (actuelle rue Anatole France).
Un premier pont, métallique, aurait été construit[Quand ?] dans l'axe de la rue du Tilleul. Le pont actuel, à tabliers de béton, réutiliserait les culées du premier ouvrage.
Avec le temps, l'état de ce pont s'est dégradé, interdisant le passage des bus et camions. Sa démolition est annoncée.

## Caractéristiques
Il s'agit d'un pont bow-string à travées en béton armé, assis sur des culées en pierre et des piles en béton, sauf les deux piles centrales, revêtues de brique.
On peut en réalité diviser cet ouvrage d’art en deux ponts indépendants de trois travées chacun, séparés par le talus d'accès à la gare de Schaerbeek-Formation. Les travées du premier pont ont respectivement 32,5m, 24,3m et 32,5m et celles du second pont ont respectivement 29m, 24m et 29m de longueur. En dehors de la longueur des travées, la structure des deux ponts demeure identique.

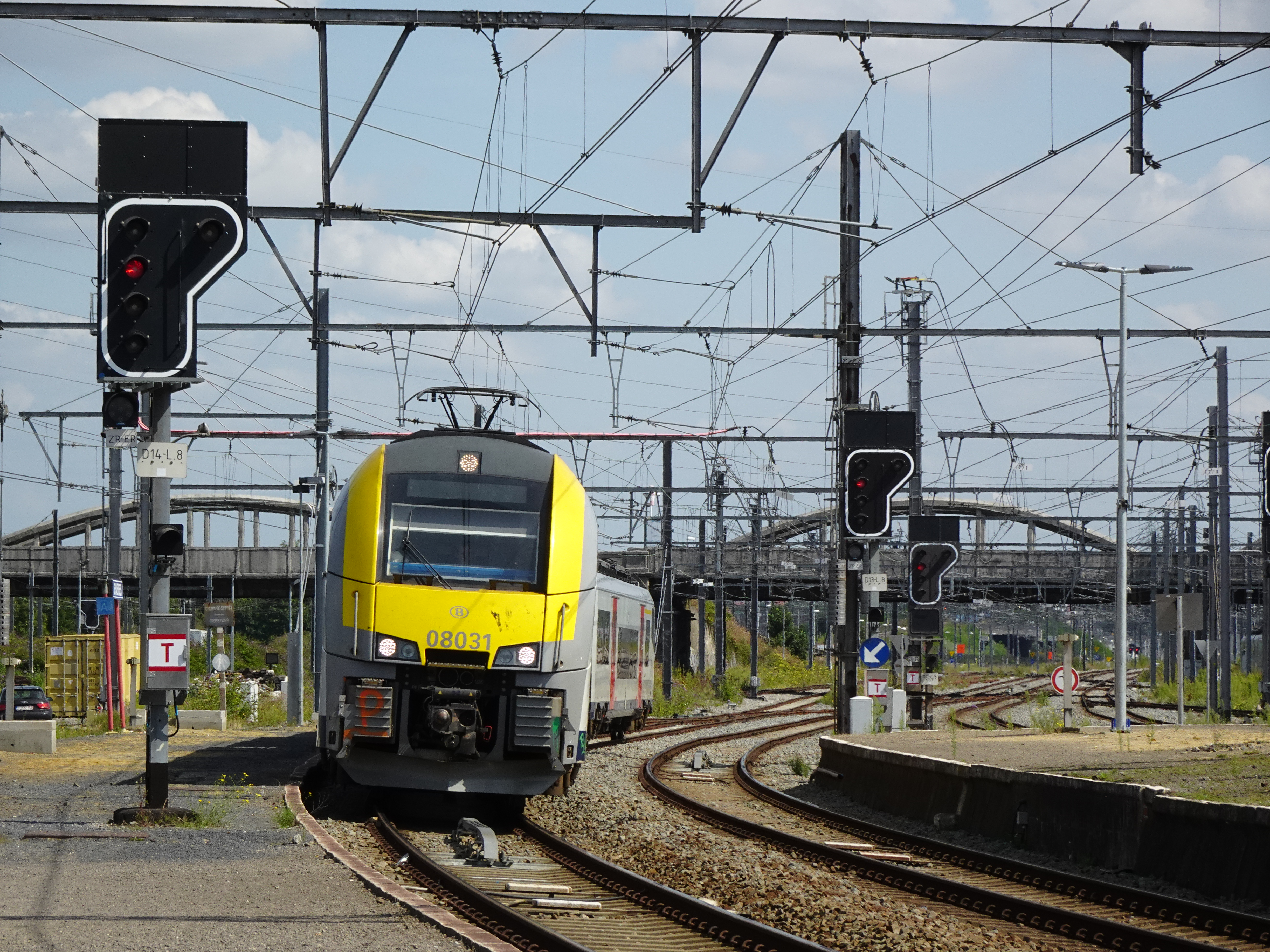
Le Pont Albert est visible (au second plan) depuis les quais de la gare de Schaerbeek.
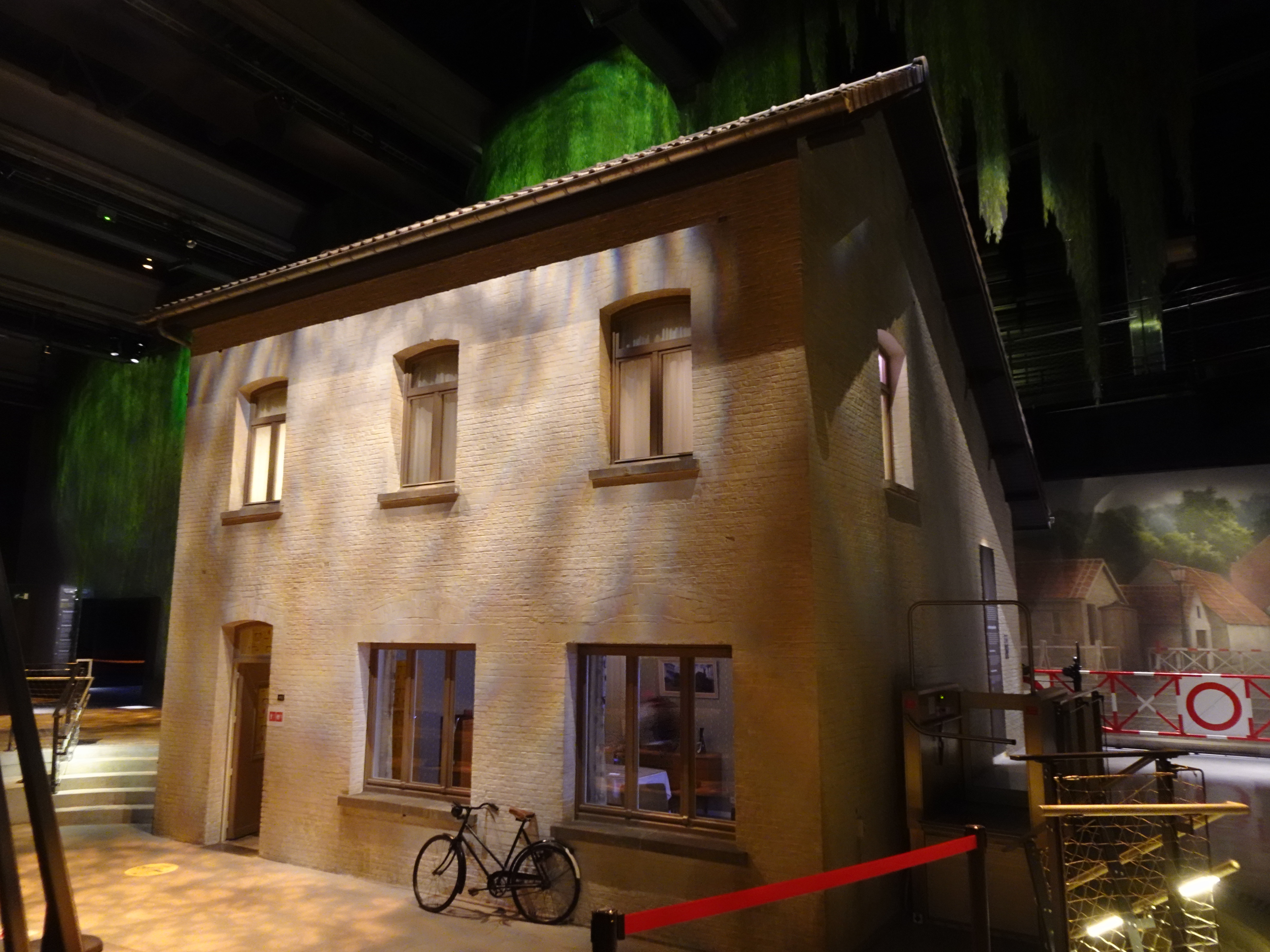
La maison du passage à niveau remplacé par le pont Albert a été conservée lors de la construction du musée Train World.